# دمچه‌ای کلاه‌قرمزی
دمچه‌ای کلاه‌قرمزی (نام علمی: Sylvietta ruficapilla) نام یک گونه از سرده دمچه‌ای‌ها است.

## پراکنش
این پرنده در آنگولا، جمهوری کنگو، جمهوری دموکراتیک کنگو، مالاوی، موزامبیک، تانزانیا، زامبیا، زیمبابوه و احتمالاً بوتسوانا یافت می‌شود.

## زیستگاه
زیستگاه طبیعی آن بیشه‌زارهای خشک گرمسیری و نیمه‌گرمسیری و جنگل‌های گرمسیری و نیمه‌گرمسیری است.